# Kelly Regan
Kelly Regan, née le 4 février 1961, est une femme politique canadienne.
Elle représente la circonscription de Bedford Basin (en) à l'Assemblée législative de la Nouvelle-Écosse. Elle a été élue pour la première fois aux élections de 2009.
Kelly Regan a été ministre des Services communautaires, ministre responsable de la Jeunesse et ministre du Travail et de l'Éducation post-secondaire. Elle a été porte-parole de l’opposition officielle pour plusieurs portefeuilles.
En 2020, Kelly Regan envisage de se porter candidate à la succession de Stephen McNeil à la tête du Parti libéral de la Nouvelle-Écosse, puis renonce pour des raisons familiales. 

## Biographie
Kelly Regan a été journaliste et réalisatrice.